# Lodivod mořský
Lodivod mořský (Naucrates ductor), zastarale pilot pruhovaný, je kranasovitá ryba, jediný zástupce rodu Naucrates. Vyskytuje se cirkumpolárně v teplých epipelagických vodách subtropického a tropického pásu, nicméně zejména následování velkých mořských živočichů (mořské želvy, žraloci aj.) může lodivody mořské přivést i do chladnějších vod mírného pásu.

## Systematika
Formální popis druhu obstaral švédský přírodovědec Carl Linné v roce 1758. Rodové jméno Naucrates pochází z řeckého naykrates, což ve volném překladu znamená „vládce moří“.

## Výskyt
Lodivod mořský má cirkumpolární rozšíření primárně v tropických mořích a oceánech, avšak příležitostně se vyskytuje i v chladnějších vodách. V západním Atlantiku byl zaznamenán od poloostrova Nova Scotia na jih podél pobřeží Severní Ameriky přes Mexický záliv a Karibské moře až k Argentině. Ve východním Atlantiku se vyskytuje od Britských ostrovů na jih podél břehů západní Evropy a Afriky až k Namibii. Obývá i Středozemní a Černé moře. Je široce rozšířen i v Pacifiku od ostrova Vancouver po Ekvádor, Havaj a západní Pacifik. V Indickém oceánu se vyskytuje od východní Afriky přes Indii po Indonésii, Filipíny a Austrálii. Vyhledává otevřená moře do hloubky 300 m.

## Popis

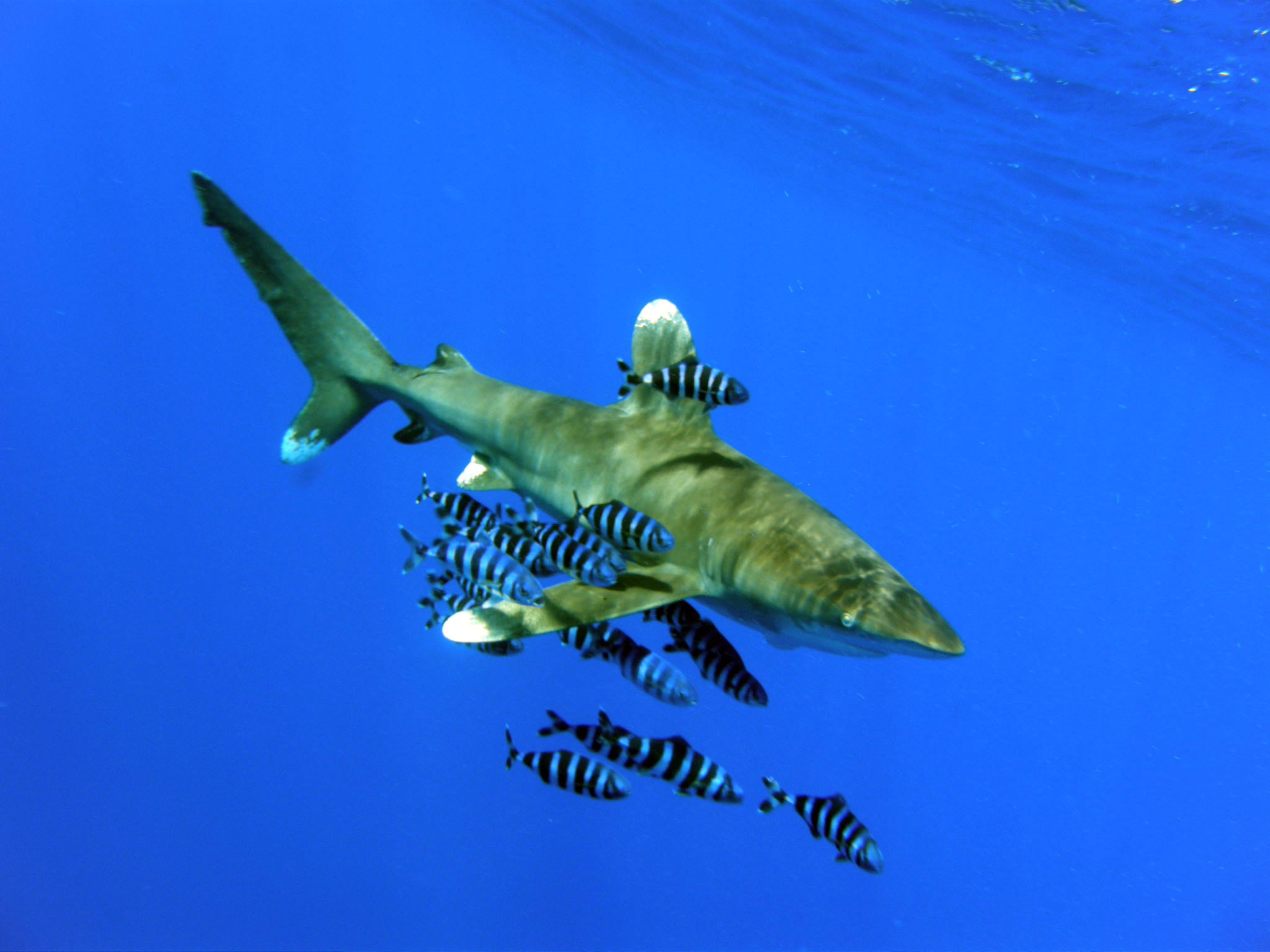
Žralok dlouhoploutvý s hejnem lodivodů mořských

Lodivod mořský má protáhlé tělo jemných křivek, nepříliš bočně zploštělé. Hřbetní ploutev má 4–6 tvrdých paprsků a 25–29 měkčích ploutevních paprsků, řitní ploutev obsahuje 3 tvrdých paprsků a 15–17 měkčích ploutevních paprsků. Postranní čára je holá, nenápadná, bez šupin. Barva těla bývá stříbrná až světle modrá s 6–7 širokými příčnými tmavými pruhy. Tyto pruhy s věkem blednou, až se úplně vytratí a starší lodivodi jsou tak cele světlí. Řitní ploutev, druhá hřbetní ploutev a konečky srpovitě vykrojené ocasní ploutve mají bílá zakončení. Délka těla se pohybuje kolem 40 cm, maximálně dorůstá k 70 cm.

## Biologie
Tato nápadně pruhovaná ryba buduje semiobligátní, komenzální vztahy s velkými živočichy jako jsou mořské želvy, žraloci, rejnoci i další velké druhy ryb. Může se zdržovat i v těsné blízkosti lodí či u plavajícího dříví, které následuje. Mladí, nedospělí jedinci jsou spojováni hlavně s mořskými řasami a medúzami. Ve všech případech se krmí na živočiších, kteří jsou s těmito velký živočichy a předměty spojováni. V případě lodí se jedná např. o zbytky jídel vyhozených z paluby. U větších živočichů se krmí zbytky z jejich jídel, jejich parazity nebo exkrementy, avšak mohou i lovit menší rybky a bezobratlé živočichy.
Při pohybu vodou lodivodi využívají vlny, které vznikají, když větší živočich proplouvá vodou, aby tak šetřili s energií. Někdy mohou dokonce plout na vlně, která vzniká před plovoucím živočichem nebo lodí. To může někdy vést až k dojmu, že loď nebo živočicha někam vedou. Dospívá kolem věku 1 roku, může se dožít nejméně 4 let, velmi pravděpodobně více.

## Ohrožení
Lodivod mořský je častým nechtěným, vedlejším úlovkem komerčních rybářských operací. Je poměrně často loven i maloměřítkovými rybářskými loděmi ve Středozemním moři, zejména na Maltě. Žádné z těchto aktivit však neohrožují celkovou populaci, takže Mezinárodní svaz ochrany přírody považuje druh za málo dotčený.